# Palais Naceur Bey
Le palais Naceur Bey est un palais situé dans le village de Sidi Bou Saïd en Tunisie.

## Histoire
Le palais, qui est situé au pied de la colline de Sidi Bou Saïd, est à l'origine la propriété du cheikh Tahar Ben Mohamed Ben Achour. Après la mort du cheikh en 1858, la propriété est enlevée à ses héritiers en échange d'un terrain (henchir) par Sadok Bey, qui en fait don à son neveu Naceur.

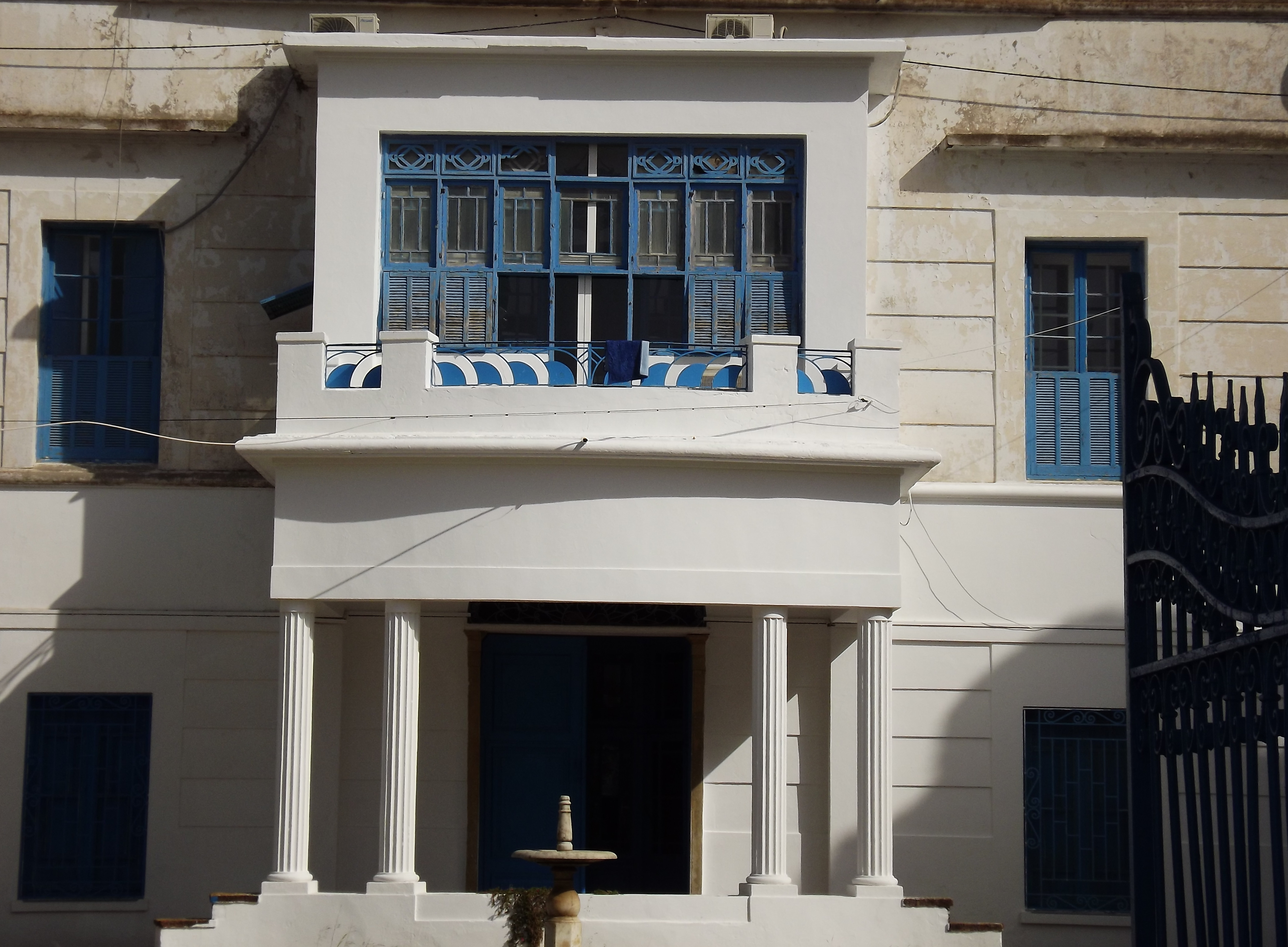
Perron du palais.
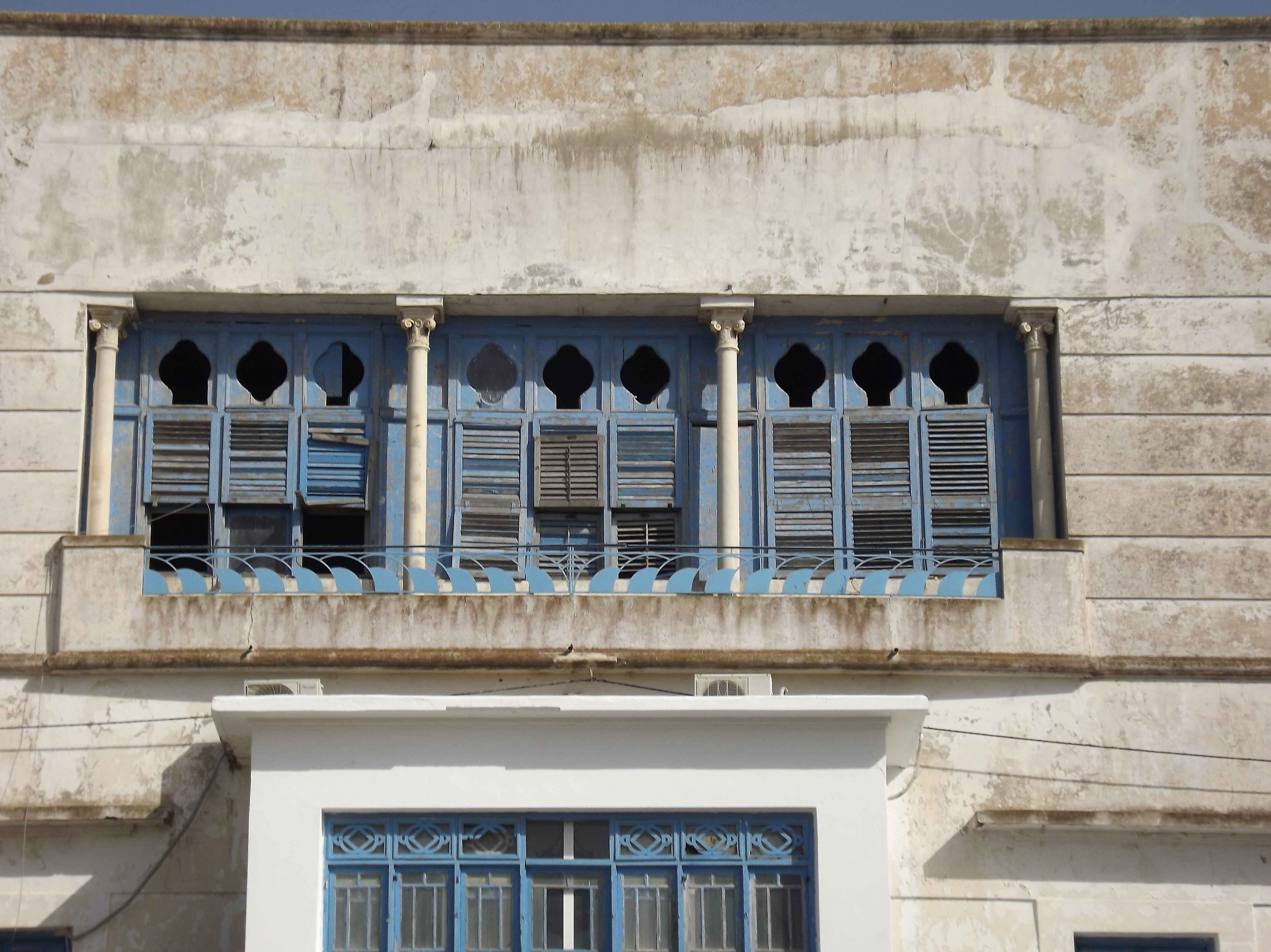
Fenêtres de la façade.